# Habenaria sanfordiana
Habenaria sanfordiana är en orkidéart som beskrevs av Dariusz Lucjan Szlachetko och Tomasz Sebastian Olszewski. Habenaria sanfordiana ingår i släktet Habenaria och familjen orkidéer. Inga underarter finns listade i Catalogue of Life.